# Tampere Open 2024
Il Tampere Open 2024 è stato un torneo maschile di tennis professionistico. È stata la 42ª edizione del torneo, facente parte della categoria Challenger 75 nell'ambito dell'ATP Challenger Tour 2024, con un montepremi di 73 000 €. Si è giocato dal 22 al 28 luglio 2024 sui campi in terra rossa del Tampere Tennis Center di Tampere, in Finlandia.

## Partecipanti

### Teste di serie
| Nazionalità | Giocatore              | Ranking* | Testa di serie |
| ----------- | ---------------------- | -------- | -------------- |
| Argentina   | Francisco Comesaña     | 100      | 1              |
| Bolivia     | Murkel Dellien         | 168      | 2              |
| Kazakistan  | Dmitrij Popko          | 186      | 3              |
| Francia     | Calvin Hemery          | 221      | 4              |
| Spagna      | Javier Barranco Cosano | 229      | 5              |
| Tunisia     | Aziz Dougaz            | 233      | 6              |
| Regno Unito | Oliver Crawford        | 236      | 7              |
| Francia     | Clément Tabur          | 238      | 8              |
| Spagna      | Daniel Rincón          | 251      | 9              |

* Ranking al 15 luglio 2024.

### Altri partecipanti
I seguenti giocatori hanno ricevuto una wild card per il tabellone principale:
- Vesa Ahti
- Patrick Kaukovalta
- Eero Vasa

I seguenti giocatori sono entrati in tabellone come alternate:
- Jay Clarke
- Mathys Erhard
- Ivan Gakhov
- Carlos Taberner

I seguenti giocatori sono passati dalle qualificazioni:
- Henri Laaksonen
- Juan Bautista Torres
- Gabi Adrian Boitan
- Jelle Sels
- Hynek Bartoň
- Tom Gentzsch

## Punti e montepremi
| Torneo    | Torneo              | V     | F     | SF    | QF    | 2T    | 1T  | Q | Q2  | Q1  |
| Singolare | Punti               | 75    | 44    | 22    | 12    | 6     | 0   | 4 | 2   | 0   |
| Singolare | Premi in denaro (€) | 9,880 | 5,820 | 3,450 | 2,000 | 1,165 | 720 | – | 360 | 185 |
| Doppio    | Punti               | 75    | 44    | 22    | 12    | –     | 0   | – | –   | –   |
| Doppio    | Premi in denaro (€) | 4,250 | 2,450 | 1,480 | 880   | –     | 500 | – | –   | –   |

## Campioni

### Singolare
Daniel Rincón ha sconfitto in finale  Calvin Hemery con il punteggio di 6–1, 7–6(4).

### Doppio
Íñigo Cervantes /  Daniel Rincón hanno sconfitto in finale  Thomas John Fancutt /  Johannes Ingildsen con il punteggio di 6–3, 6–4.